# Driedaagse Brugge-De Panne 2018
De Belgische wielerwedstrijd Driedaagse Brugge-De Panne werd in 2018 voor de mannen gehouden op woensdag 21 maart en voor de vrouwen op donderdag 22 maart. De start van de koers was in Brugge en de finish in De Panne.
In tegenstelling tot voorgaande jaren werd de koers een week vervroegd, tussen Milaan-San Remo en Gent-Wevelgem. Ook werd het programma aangepast: twee dagen voor de mannen en op de laatste dag een wedstrijd voor de vrouwen in de UCI Women's World Tour. Het sprintcriterium dat gepland stond op de eerste dag, kwam echter te vervallen door gebrek aan interesse van ploegen.

## Mannen
De 42e editie voor de mannen werd over 202,4 kilometer verreden als onderdeel van de UCI Europe Tour van dat jaar. De Belg Philippe Gilbert, in 2017 winnaar van de dan nog etappekoers en deze editie geen deelnemer, werd op de erelijst opgevolgd door de Italiaan Elia Viviani.

### Deelnemende ploegen
| WorldTour                                                                             | Overige ploegen | Overige ploegen |
| ------------------------------------------------------------------------------------- | --- | --- |
| BORA-hansgrohe Lotto Soudal Mitchelton-Scott Quick-Step Floors Team Katjoesja Alpecin | Aqua Blue Sport CCC Sprandi Polkowice Cibel-Cebon Cofidis Direct Énergie Gazprom-RusVelo Hagens Berman Axeon Israel Cycling Academy Nippo-Vini Fantini | Roompot-Nederlandse Loterij Sport Vlaanderen-Baloise Tarteletto-Isorex Unitedhealthcare Professional Cycling Team Veranda's Willems-Crelan Vital Concept Wanty-Groupe Gobert WB-Aqua Protect-Veranclassic |

### Uitslag
| Plaats  | Naam                 | Ploeg                       | Tijd     |
| ------- | -------------------- | --------------------------- | -------- |
| Winnaar | Elia Viviani         | Quick-Step Floors           | 4u41'08" |
| 2       | Pascal Ackermann     | BORA-hansgrohe              | z.t.     |
| 3       | Jasper Philipsen     | Hagens Berman Axeon         | z.t.     |
| 4       | Baptiste Planckaert  | Team Katjoesja Alpecin      | z.t.     |
| 5       | Jens Debusschere     | Lotto Soudal                | z.t.     |
| 6       | Amaury Capiot        | Sport Vlaanderen-Baloise    | z.t.     |
| 7       | Roy Jans             | Cibel-Cebon                 | z.t.     |
| 8       | Hugo Hofstetter      | Cofidis                     | z.t.     |
| 9       | Adam Blythe          | Aqua Blue Sport             | z.t.     |
| 10      | Eduard-Michael Grosu | Nippo-Vini Fantini          | z.t.     |
|         |                      |                             |          |
| 12      | Coen Vermeltfoort    | Roompot-Nederlandse Loterij | z.t.     |

## Vrouwen
De eerste editie voor de vrouwen werd over 151,7 kilometer verreden als onderdeel van de UCI Women's World Tour 2018 in de categorie 1.WWT en werd gewonnen door de Belgische kampioene Jolien D'Hoore.

### Deelnemende ploegen
| UCI-teams               | UCI-teams                          | UCI-teams             |
| ----------------------- | ---------------------------------- | --------------------- |
| Alé Cipollini           | Experza-Footlogix                  | Team Sunweb           |
| Aromitalia Vaiano       | FDJ Nouvelle-Aquitaine Futuroscope | Team Tibco            |
| BePink                  | Health Mate-Cyclelive              | Trek-Drops            |
| Boels Dolmans           | Hitec Products                     | Valcar PBM            |
| BTC City Ljubljana      | Lotto Soudal Ladies                | Team Virtu            |
| Canyon-SRAM             | Mitchelton-Scott                   | Waowdeals Pro Cycling |
| Cervélo-Bigla           | Movistar Team                      | Wiggle High5          |
| Cylance Pro Cycling     | Parkhotel Valkenburg               | WNT-Rotor             |
| Doltcini-Van Eyck Sport |                                    |                       |

### Uitslag
| Plaats  | Naam                      | Ploeg                | tijd     |
| ------- | ------------------------- | -------------------- | -------- |
| Winnaar | Jolien D'Hoore            | Mitchelton-Scott     | 3u52'23" |
| 2       | Chloe Hosking             | Alé Cipollini        | z.t.     |
| 3       | Christine Majerus         | Boels Dolmans        | z.t.     |
| 4       | Lorena Wiebes             | Parkhotel Valkenburg | z.t.     |
| 5       | Lisa Brennauer            | Wiggle High5         | z.t.     |
| 6       | Maria Giulia Confalonieri | Valcar PBM           | z.t.     |
| 7       | Sheyla Gutiérrez          | Cylance              | z.t.     |
| 8       | Jeanne Korevaar           | Waowdeals            | z.t.     |
| 9       | Tiffany Cromwell          | Canyon-SRAM          | z.t.     |
| 10      | Christina Siggaard        | Team Virtu           | z.t.     |

1977 · 1978 · 1979 · 1980 · 1981 · 1982 · 1983 · 1984 · 1985 · 1986 · 1987 · 1988 · 1989 · 1990 · 1991 · 1992 · 1993 · 1994 · 1995 · 1996 · 1997 · 1998 · 1999 · 2000 · 2001 · 2002 · 2003 · 2003 · 2004 · 2005 · 2006 · 2007 · 2008 · 2009 · 2010 · 2011 · 2012 · 2013 · 2014 · 2015 · 2016 · 2017 · 2018 · 2019 · 2020 · 2021 · 2022 · 2023 · 2024

Lijst van beklimmingen
 Strade Bianche ·
 Ronde van Drenthe ·
 Trofeo Alfredo Binda-Comune di Cittiglio ·
 Driedaagse van De Panne-Koksijde ·
 Gent-Wevelgem ·
 Ronde van Vlaanderen ·
 Amstel Gold Race ·
 Waalse Pijl ·
 Luik-Bastenaken-Luik ·
 Ronde van Chongming ·
 Ronde van Californië ·
 Emakumeen Bira ·
 The Women's Tour ·
 Ronde van Italië voor vrouwen ·
 La Course by Le Tour de France ·
 RideLondon Classic ·
 Open de Suède Vårgårda ·
 Ronde van Noorwegen ·
 Bretagne Classic ·
 Boels Rental Ladies Tour ·
 La Madrid Challenge by La Vuelta ·
 Ronde van Guangxi